# Ultimate Edition
Ultimate Edition là một bản phân phối Linux phát triển dựa trên Ubuntu (bản thân Ubuntu lại được phát triển từ Debian), với mục đích tạo ra phiên bản hệ điều hành thân thiện với người dùng hơn Ubuntu.
Cho đến tháng 3 năm 2011, Ultimate Edition đã ra đến phiên bản 2.8. Đây là hệ điều hành có tốc độ phát triển khá nhanh và giao diện đồ họa được đầu tư nhiều.